# Kebili
Kebili (en árabe: ڨبلي‎ Gbillīⓘ) es una ciudad al sur de Túnez y es una de las principales ciudades en la región Nefzaoua, también es la capital de la Gobernación de Kebili. 

## Historia
Kebili es uno de los oasis más antiguos en Túnez y el Norte de África. Aquí se ha encontrado la más reciente evidencia de habitantes humanos (cerca del pueblo) que datan de aproximadamente 200,000 años. Kebili, junto con varias ciudades tunecinas formaron parte de Imperio romano después de las guerras púnicas.

## Clima
Registros de temperaturas se han mantenido en esta región desde 1901-1939, 1949-1953 y 2000-2012. Las autoridades francesas coloniales del Service Météorologique de Tunis mantuvieron los registros más antiguos. Una parte de los registros originales de datos para este período inicial se encuentran en los archivos de NCDC y en el POR de 1907 a 1932. Al igual que Azizia [Libia], Kebili está sujeto a los fenómenos del viento tipo Foehn conocidos como Ghibili.
| Parámetros climáticos promedio de Kebili (1901–1953) | Parámetros climáticos promedio de Kebili (1901–1953) | Parámetros climáticos promedio de Kebili (1901–1953) | Parámetros climáticos promedio de Kebili (1901–1953) | Parámetros climáticos promedio de Kebili (1901–1953) | Parámetros climáticos promedio de Kebili (1901–1953) | Parámetros climáticos promedio de Kebili (1901–1953) | Parámetros climáticos promedio de Kebili (1901–1953) | Parámetros climáticos promedio de Kebili (1901–1953) | Parámetros climáticos promedio de Kebili (1901–1953) | Parámetros climáticos promedio de Kebili (1901–1953) | Parámetros climáticos promedio de Kebili (1901–1953) | Parámetros climáticos promedio de Kebili (1901–1953) | Parámetros climáticos promedio de Kebili (1901–1953) |
| Mes                                                  | Ene.                                                 | Feb.                                                 | Mar.                                                 | Abr.                                                 | May.                                                 | Jun.                                                 | Jul.                                                 | Ago.                                                 | Sep.                                                 | Oct.                                                 | Nov.                                                 | Dic.                                                 | Anual                                                |
| ---------------------------------------------------- | ---------------------------------------------------- | ---------------------------------------------------- | ---------------------------------------------------- | ---------------------------------------------------- | ---------------------------------------------------- | ---------------------------------------------------- | ---------------------------------------------------- | ---------------------------------------------------- | ---------------------------------------------------- | ---------------------------------------------------- | ---------------------------------------------------- | ---------------------------------------------------- | ---------------------------------------------------- |
| Temp. máx. abs. (°C)                                 | 26.1                                                 | 33.9                                                 | 38.9                                                 | 43.9                                                 | 46.1                                                 | 53.9                                                 | 55.0                                                 | 53.9                                                 | 51.1                                                 | 45.0                                                 | 37.2                                                 | 27.8                                                 | 55.0                                                 |
| Temp. máx. media (°C)                                | 15.6                                                 | 18.9                                                 | 23.3                                                 | 28.9                                                 | 32.8                                                 | 38.3                                                 | 42.2                                                 | 41.7                                                 | 37.2                                                 | 30.0                                                 | 22.2                                                 | 16.1                                                 | 28.9                                                 |
| Temp. media (°C)                                     | 9.4                                                  | 11.9                                                 | 15.8                                                 | 20.3                                                 | 24.2                                                 | 28.9                                                 | 31.9                                                 | 31.9                                                 | 28.9                                                 | 22.8                                                 | 15.6                                                 | 10.3                                                 | 21.0                                                 |
| Temp. mín. media (°C)                                | 3.3                                                  | 5.0                                                  | 8.3                                                  | 11.7                                                 | 15.6                                                 | 19.4                                                 | 21.7                                                 | 22.2                                                 | 20.6                                                 | 15.6                                                 | 8.9                                                  | 4.4                                                  | 13.1                                                 |
| Temp. mín. abs. (°C)                                 | -6.1                                                 | -6.1                                                 | -3.9                                                 | 0.0                                                  | 6.1                                                  | 12.2                                                 | 13.9                                                 | 11.1                                                 | 7.8                                                  | 1.1                                                  | -5.0                                                 | -7.2                                                 | -7.2                                                 |
| Precipitación total (mm)                             | 13                                                   | 8                                                    | 15                                                   | 8                                                    | 5                                                    | 0                                                    | 0                                                    | 0                                                    | 5                                                    | 8                                                    | 15                                                   | 10                                                   | 86                                                   |
| Días de precipitaciones (≥ 0.1 mm)                   | 4                                                    | 3                                                    | 4                                                    | 2                                                    | 2                                                    | 1                                                    | 0                                                    | 1                                                    | 2                                                    | 3                                                    | 4                                                    | 3                                                    | 29                                                   |
| Fuente: Deutscher Wetterdienst                       |                                                      |                                                      |                                                      |                                                      |                                                      |                                                      |                                                      |                                                      |                                                      |                                                      |                                                      |                                                      |                                                      |